# 第二次上海事変
第二次上海事変（だいにじシャンハイじへん）は、1937年（昭和12年）8月13日から始まった、国民革命軍と日本軍との軍事衝突のこと。上海の戦い（シャンハイのたたかい）とも。中国側の呼称は淞滬会戦（簡体字中国語: 淞沪会战）。本事変の勃発によって北支事変は支那事変へと拡大し日中全面戦争に発展した。

## 背景
上海では1932年に第一次上海事変が起きていた。

### 中華民国の戦争準備とドイツ軍事顧問団の支援

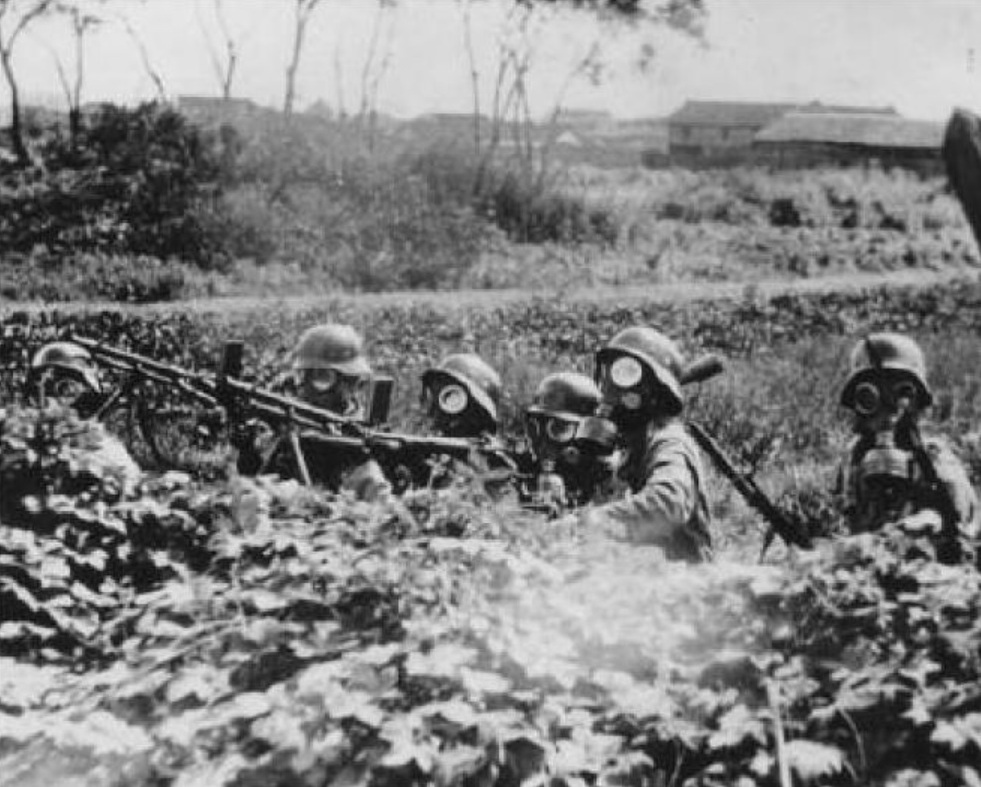
上海近隣地区に展開した中国の精鋭部隊

1935年冬、国民政府は、南京・上海方面の「抗戦工事」（陣地）の準備を張治中に密かに命令し、優勢なる兵力をもって奇襲し上海の日本軍を殲滅しこれを占領し、日本の増援を不可能にしようと企図した。このため、上海の各要地に密かに堅固な陣地を築き、大軍の集中を援護させ、常熟・呉県で洋澄湖・淀山湖を利用し、主陣地帯（呉福陣地: 呉県と福山の間）と後方陣地帯（錫澄陣地: 江陰と無錫の間）、淞滬線: 呉淞と竜華の間、呉県から嘉興を通って乍浦鎮の間（呉福延伸線）にトーチカ群が設置された。長江沿いに対日戦のための要塞線は、「ヒンデンブルク・ライン」と称された。
1936年、幹部参謀旅行演習を実施し、竜華・徐家匯・紅橋・北新涇・真茹・閘北停車場・江湾・大場江湾・大場の各要点における包囲攻撃陣地の構築、呉福陣地の増強、京滬鉄道の改修、後方自動車道路の建設、長江防備と交通通信の改善、民衆の組織訓練等を行った。
1936年末頃から、1932年の上海停戦協定に違反して、保安隊と称する中央軍を滸浦口（碧渓街道）－安亭－蘇州河－黄浦江－揚子江に囲まれた非武装地帯に侵入させ陣地を構築していた。北支事変勃発後、中・南支の情勢が逼迫するなか、上海附近の兵力を増強し、頻繁に航空偵察を実施していた。
1936年4月1日、ドイツ軍事顧問団の第五代団長ファルケンハウゼン中将は、蔣介石あての「極秘」報告書で「ヨーロッパに第二次世界大戦の火の手があがって英米の手がふさがらないうちに、対日戦争にふみきるべきである」と進言した。中将は、中国の第一の敵は日本、第二の敵は共産党であり、日本との戦いの中で共産党を「吸収または消滅」させるのが良策であると判断していた。中将は、それまでは中国の防衛問題に関する助言しか与えていなかったが、1936年のメモを皮切りにもっと強い主張をするようになり、その中で日本側に奇襲をかけ、日本軍を長城の北方へ押し返し中国北部から追い出すことを提案した。
京滬区の軍事責任者に就任した張治中は、1936年に「上海包囲攻撃計画」を立案し、上海周辺の日本軍への先制攻撃の準備を進めた。ファルケンハウゼン中将は、北海事件の直後の9月12日、「ただちに河北省に有力なる部隊を派出し、空軍の掩護のもと所在の日本軍に先制攻撃を加え、河北省を奪還すべきである」と提案した。蔣介石は、提案を採用しなかったが、9月18日、「戦事一触即発之勢」と判断し、軍政部長何応欽に「準備応変」を指令した。10月1日、中将は、軍事委員会弁公庁副主席劉光を通じて、漢口・上海の租界地の日本軍を奇襲して開戦の主導権を握るよう提案したが、何応欽は時期尚早である旨を述べるとともに、「ファルケンハウゼンの熱心さはわかるが、外人顧問は外人顧問であり、無責任な存在にとどまる、国運を委ねるべき相手ではない」とも指摘した。蔣介石は「加仮我一年之準備時期、即国防更有基礎矣」と判断し、10月8日、外交部長張群との交渉を前にした川越茂と会談し、10月22日、第六次剿共作戦を準備すべく西北剿匪副総司令張学良と会談するため、西安に飛んだ。中将は、1937年4月3日、軍事委員会弁公庁副主席劉光に書簡を送り、すみやかに防衛態勢をととのえるべきだ、とくに隴海・京漢・津浦線の確保と青島・済南の要塞化、さらに塘沽・天津・北京に「奇襲進駐」をおこなう必要がある、と強調した。
盧溝橋事件後、張治中は日本による陸軍の上海派遣、揚子江にある日本軍艦の上海への結集、日本による無理な要求の提出などの事態が発生した場合、主導権を獲得するため先制攻撃を発動するよう国民政府に提案した。蔣介石は、提案の主旨を承認し、先制攻撃の態勢を作っておき発動の時機については命令を待つよう返電した。8月13日以前に、中国側は既に先制攻撃を仕掛ける決断をしていた。
中国軍はドイツ製の鉄帽、ドイツ製のモーゼルM98歩兵銃、チェコ製の軽機関銃などを装備し、第36師・第87師・第88師・教導総隊などはドイツ軍事顧問団の訓練を受けて精鋭部隊と評価されていた。1937年8月6日、蔣介石は国際宣伝組織を結成するためCC団の陳立夫を上海に派遣した。蔣介石は同日の日記に「毒瓦斯をもっていく」と書いており、実際に中国軍による毒ガスの散布は日本軍によって確認されている。

### 「第二次日独戦争」
8月12日、国防大臣ブロンベルクは、訪独して武器購入に奔走していた国民政府財務部長孔祥熙に対し「中国への武器輸出を継続するためあらゆる努力をする」と約束した。8月16日、ヒトラーは「中国との条約に基づいて輸出される物資 [武器] については、中国から外国為替ないしは原料供給で支払われる限り、続行せよ」と命じ、ドイツは日中戦争勃発後も対中国武器輸出を精力的に推進した。
ファルケンハウゼンは、上海戦の指導にも関与しながら、蔣介石にも適宜戦況の報告や助言を行い、ファルケンハウゼンが数日間、激戦の続く上海に滞在し自ら作戦を指導したことは、駐日大使ディルクセンも知っていた。ファルケンハウゼンの指導のもとに、70名以上のドイツ人は中国軍の各部隊と同行し、作戦を指導し、ドイツ人に訓練された部隊も日本軍に大きな損害を与えた。
同盟通信の松本重治上海支社長は、「上海の戦いは日独戦争である」と月刊誌『改造』に書いたが、そのところが削られて掲載された。

### 在留日本人引き揚げ
7月28日、日本政府は、揚子江沿岸に在留していた日本人約29,230名の引き揚げを訓令し、8月9日までに上海への引き揚げを完了した。さらに、上海への危険が増加したため、奥地からの引揚者及び上海居留民約3万名の内婦女子約2万名と13日から19日頃までに帰国し、約1万名が残留した。
7月7日に起きた盧溝橋での日中両軍の衝突は停戦協定で収まるかにみえたが、その後も中国各地で中国軍の攻撃は続いた。直後の7月10日蔣介石は廬山会議を経て、徐州付近に駐屯していた中央軍4個師団に11日夜明けからの河南省の境への進撃準備を命じた。7月16日には中国北部地域に移動した中国軍兵力は平時兵力を含めて約30個師団に達している。アメリカはこの行動を非難し、地方的解決をもとめている。一方、日本軍は日本政府の事態の不拡大政策に基づき事態の沈静化に努め、8月3日には天津治安維持委員会の高委員長に被災した天津のための救済資金十万元を伝達している。

## 排日・侮日事件
1937年（昭和12年）7月7日の盧溝橋事件に続いて25日に郎坊事件、26日には広安門事件が勃発するに及んで、中国人が日本人を虐殺する暴挙に出たため、同月28日には日中両軍は華北において衝突状態に入った（北支事変）。上海では1932年（昭和7年）ごろから中国軍と日本軍の関係はかなり険悪であった（コミンテルン指令1931年も参照）。1935年11月9日には19路軍の支援を受けて日本の勢力を利用して蔣介石政権の打倒（敗戦革命）を図ろうと活動していた秘密結社によって中山水兵射殺事件が引き起こされた、1936年9月23日にも上海日本人水兵狙撃事件が引き起こされていた。

### 駆逐艦「栂」に対する中国機非礼事件
1937年7月23日に南京に停泊中の日本海軍駆逐艦栂に対して中国軍機が低空飛行で接近したため日本側が抗議を行った。

### 宮崎水兵事件
1937年7月24日夜、宮崎貞夫一等水兵が中国人に拉致されたと在留邦人から報告されると日本側の対応は早く、上海特別陸戦隊は警備配置につき、調査を開始したが、これに対し中国保安隊は日本側に対抗するように要所ごとに土のうを積上げ、鉄条網を張り巡らすなどした。上海市長兪鴻鈞が直ちに岡本季正上海総領事に連絡を取った。日本側はこの事件に即応したが、宮崎の逃亡の可能性を疑い、7月25日の午前4時には警戒配備を終了し、中国側も防備を撤収した。27日に宮崎一等水兵は靖江にて入水自殺未遂を起こしたところを中国官憲に確保され日本側に引き渡された。
第一次上海事変後、停戦協定により中国軍は上海中心地への駐留が禁止され、保安隊3200人の駐留のみが認められていたが、先制攻撃が勝利への唯一の道と考えている中国軍は、7月下旬から、保安隊や憲兵隊に変装した兵隊を閘北に入りこませ、一帯には土嚢を積み、戦闘準備を着々と進めた。このため8月に入ると、自国の保安隊の動きに不安を煽られた上海市民は第一次上海事変を想起し、共同租界地やフランス租界地へ避難し出し、その数は一日に二万人とも五万人ともいわれた。

### 大山事件

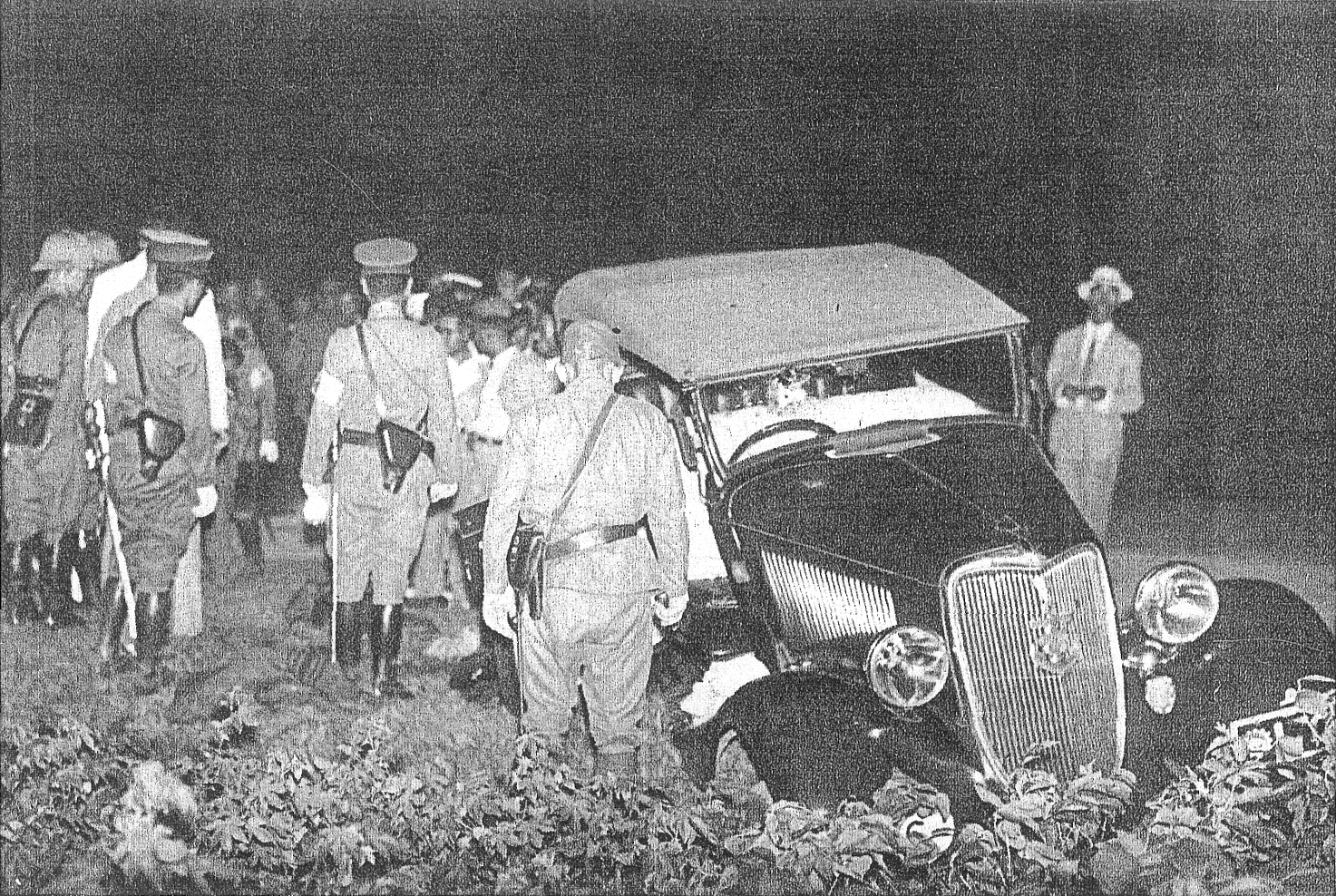
大山事件の現場

早期の時局収拾を目指した日本は船津辰一郎元上海総領事を上海へ派遣したが、1937年8月9日夕刻、上海海軍特別陸戦隊西部派遣中隊長の大山勇夫海軍中尉と斎藤與蔵一等水兵が中国保安隊に射殺される事件が起こり、両軍は一触即発の状態となり、情勢が緊迫した。

## 戦闘

### 戦闘開始直前の状況

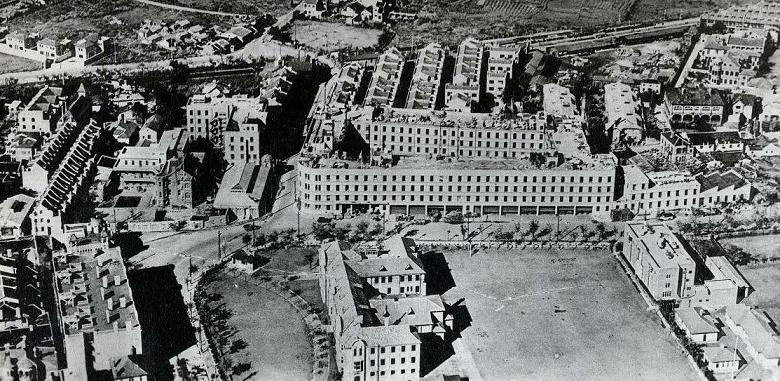
上海海軍特別陸戦隊本部

8月11日、日本は、保安隊の撤退と防備施設の撤去を要請したが、南京の軍事委員会は張治中に対し、所属の87師長王敬久と88師長孫元良の部隊を蘇州から上海包囲線へ推進するよう命じ、呉松と上海に駐留する日本軍の掃討を準備し、その拠点の排除を目論んだ。蔣介石は、日本軍艦が上海周辺海域に集中していることを知り、呉沿口を封鎖することを決め、中国海軍は揚子江の江陰水域を封鎖した。
張治中は、「午前2時、急 南京、蔣委員長、部長何鈞鑑：1120密。本軍は、淞滬間の日軍を掃討する目的の貫徹に従った。すなわち十一日夜に準備しておいた列車と自動車で現有の軍隊を輸送し、重点を江湾、彭整（彭浦）付近に置いて、敵に猛攻を加え、敵軍の根拠地に進攻、占領して殲滅するつもりである。（以下略）」との電文を発し、部隊を上海包囲攻撃線へ進め、江湾・彭浦に重点的に配備した。
日本軍は、上海陸戦隊2200、漢口から引き揚げてきた特別陸戦隊300、呉と佐世保から送られた特別陸戦隊1200、出雲の陸戦隊200、他320の計4千人あまりであった。このため、日本領事は国際委員会を再び招集し、中国軍の撤退を要求した。しかし上海市長兪鴻鈞は中国は既に侵略をうけているとの声明を発表し、最後に兪鴻鈞は、中国軍は攻撃されない限りは攻撃しないと、中国政府として認められるのはせいぜいそれぐらいだと断言した。一方、日本は上海近辺での中国の派兵の全ての責任は中国側にあるとした。午後5時50分、日本海軍の第3艦隊が軍令部に、陸軍派兵を要請する電報を打った。午後8時40分、「動員が下されても到着まで2週間かかる。なるべく戦闘正面を拡大しないように」という電報が東京から返ってきた。

### 小競合

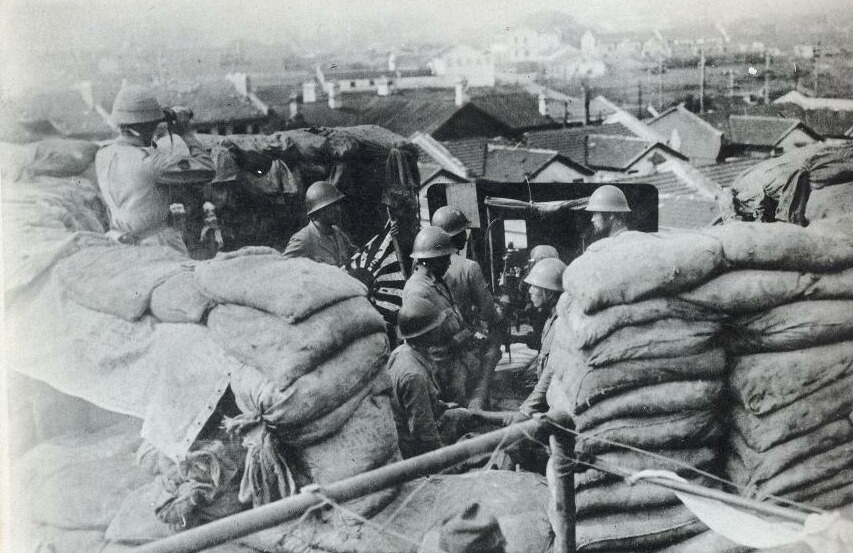
本部屋上で待機する海軍特別陸戦隊

日本側では、まず午前十時三十分商務印書館付近の中国軍が横浜路、宝山路交差点の日本軍陣地に機銃攻撃をしてきたので応戦、次いで午後五時八字橋方面の敵が、西八字橋、陽済路橋、柳営路橋を爆破砲撃してきたので応戦した、とされている。午前10時半頃、商務印書館付近の中国軍も日本軍陣地に対し機関銃による射撃を突然開始した。日本の陸戦隊は応戦したが不拡大方針に基づいて可能な限りの交戦回避の努力を行い、また戦闘区域が国際区域に拡大しないよう、防衛的戦術に限定したほか、中国軍機が低空を飛行したが陸戦隊は対空砲火を行わなかった。
中国側としては、華北における日本の侵略に対する「抵抗」として攻撃をしかけたという論理なので、たとえ中国側の先制攻撃があったとしても、8月13日は日本の侵略を象徴する記念日となっている。8月14日付《申報》によれば、8月13日午前9時15分ごろ、北四川路日本小学校から繰り出した陸戦隊70名～80名が虬江路口の横浜橋より宝山路付近の保安総団陣地に掃射し、淞滬鉄路を越えようと企図し宝山路へ直進した。これに対し保安総団は射撃を行い、約15～20分間の小競り合いの末陸戦隊が退却した、という。

### 戦闘開始
8月13日午後4時54分には、八字橋方面の中国軍第88師第523団第1営が西八字橋、済陽橋、柳営路橋を爆破、砲撃を開始し、日本軍は応戦した。午後5時には大川内上海特別陸戦隊司令官が全軍の戦闘配置を命令し、戦闘が開始された。
この日、英米仏の各領事は日中双方に申し入れを行い、上海での敵対行動を回避する為に直接交渉を行うことを勧めた。また、回避案として以下を提案した。この提案原文が東京に届いたのはこの日の深夜であった。
1. 中国軍は国際共同租界とフランス特権区域から撤退する。
2. 日本軍は国際租界から撤退する。
3. 中国軍撤退地域は多国籍軍が治安維持を行う。

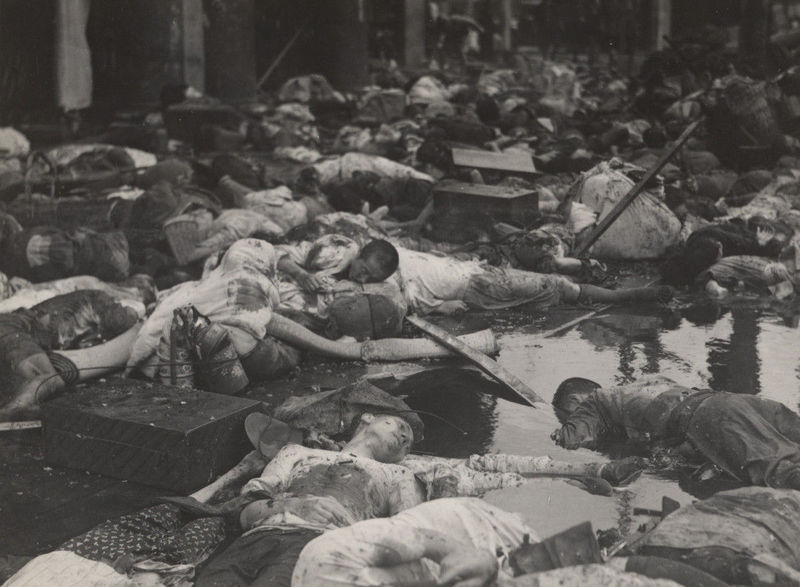
大世界近くのチベット通りとモンティニー大通りの交差点付近への中国軍機の爆撃による民間人被害者

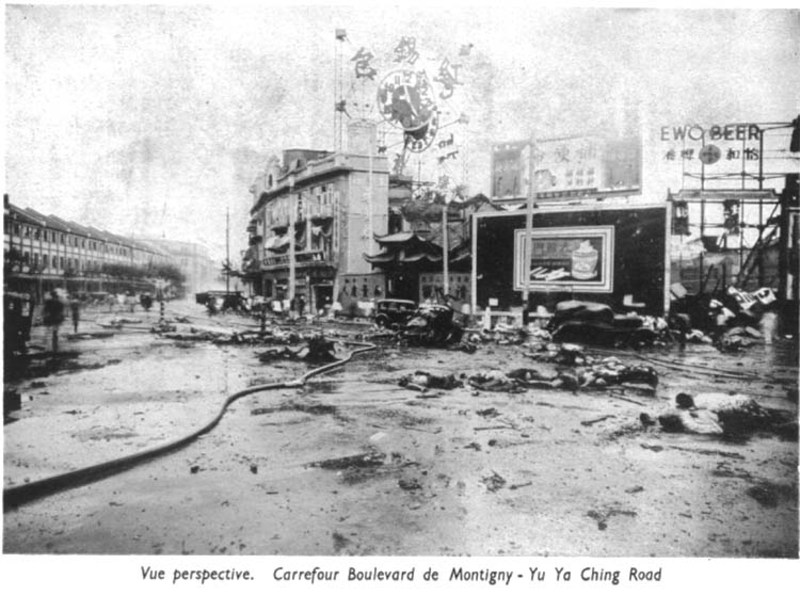
中国軍機の爆撃による大世界前の惨状

長谷川清海軍中将（海軍上海特別陸戦隊及び第三艦隊司令長官）は、当初戦争回避を考えていたが、7月からの華北での戦火拡大から考えて、中国軍はすでに開戦を意図していると察した。そこで主戦論に切り替えて、5個師団の増援を日本政府に要求した。しかし政府は華北の収拾に気をとられ、1個師団の増援にとどまった。
13日午後9時頃から国民党軍が帝国海軍上海特別陸戦隊への総攻撃を開始し戦闘に突入した。当時、上海居留民保護のため上海に駐留していた陸戦隊の数は多めに見ても5千人であったのに対し、国民党軍はすでに無錫、蘇州などですでに20万人以上が待機していた。同日夜には日本海軍が渡洋爆撃命令を発令している。

### 上海事変と台風
荒川秀俊は、「予報技術者として、断じて上海事変だけは日本が仕掛けたものではない」として、十三日の朝、台風の中心示度が725ミリ (967ミリバール)と推定され、東シナ海に入り、なおもゆっくりと北北西に進行中であったことを指摘し、「おそらく中国が海軍陸戦隊と上海で事をかまえたのは、この台風が東シナ海へと突入してくる気配をみて、増援隊が日本から到達しないうちに、陸戦隊をもみつぶせると考えたものにちがいない」と述べた。

### 空軍の爆撃
8月14日には日本艦艇をねらったとされる国民党軍機による空襲が開始された。この爆撃によって投下された爆弾の幾つかが周辺のフランス租界・国際共同租界を誤爆、パレス・ホテルとキャセイ・ホテル前の路上に着弾し、729人が即死し、861人が負傷した、数分後には婦女子の避難所となっていた大世界娯楽センターの前に爆弾が落ち1,012人が死亡し、1,007人が負傷した。民間人3000人以上の死傷者が出た事に対し、国民党政府は遺憾の意を表明した。一方で、日本側の高射砲による対空砲火の榴散弾の弾丸や砲弾の破片の落下による租界住民の被害も起こっており、さらに日中いずれによるか不明の百貨店誤爆事件も生じ、租界への誤爆や被害はその後も発生、やがて日本軍による上海南駅の爆撃破壊とそれによる多数の民間人の死傷事件が発生した。
一方、前日の渡洋爆撃命令を受けて、日本海軍も台湾の航空基地より爆撃機を飛ばして、杭州や広徳を爆撃している。九州から南京への渡洋爆撃も予定されていたが、九州の天候が悪かったため延期された。

### 陸戦隊の増派
日本政府は、国民党軍が上海で日本側に対する砲撃、日本の軍艦に対する爆撃まで行ったことから14日夜から緊急閣議を開き、それまで日本側が取ってきた事態の不拡大政策を見直し、8月15日未明、「支那軍膺懲、南京政府の反省を促す」との声明を発表した。第3師団と第11師団に動員命令が下り、上海派遣軍が編制され、松井石根大将が司令官となる。日本海軍は、前日に延期された九州から南京への航空機による渡洋爆撃をこの日より開始し、戦闘の激化と共に飛行機を輸入に頼る国民党軍を駆逐し、上海周辺の制空権を掌握していく。
第87師、第88師の2個師であった中国軍は、15日になると、第15師、第118師が加わり、17日には第36師も参戦し、7万あまりとなった。日本側は、横須賀と呉の特別陸戦隊1400名が18日朝に、佐世保の特別陸戦隊2個大隊1000名が19日夜に上海に到着し、合わせて約6300名となった。
8月19日以降も中国軍の激しい攻撃は続いたが、特別陸戦隊は10倍ほどの精鋭を相手に、大損害を出しながらも、租界の日本側の拠点を死守した。蔣介石は後日、「緒戦の1週目、全力で上海の敵軍を消滅することができなかった」と悔やんだ。

### 日本陸軍部隊の上陸
8月23日、上海派遣軍の2個師団が、上海北部沿岸に艦船砲撃の支援の下で上陸に成功した。支援艦隊の中には、第六駆逐隊司令官として伏見宮博義王中佐も加わっていた。9月上旬までには上海陸戦隊本部前面から中国軍を駆逐する。同時期に中国側は第二次国共合作を成立させ、日本側は華北で攻勢に出るなど、全面戦争の様相を呈した。しかし、中国軍の優勢な火力とドイツ軍事顧問団によるトーチカ構築と作戦によって、上海派遣軍は大苦戦し、橋頭保を築くのが精いっぱいで、上海市街地まで20キロかなたの揚子江岸にしばられた。中国軍の陣地は堅固で、中国兵は頑強だった。依然として、特別陸戦隊は数倍の敵と対峙しており、居留民の安全が確保されたわけはなかった。8月26日、南京駐在英国大使ヒュー・ナッチブル＝ヒューゲッセンが銃撃を受けて重症を負い、同行の大使館職員が日本海軍機の機銃掃射によるものであると主張したが、日本海軍が自軍による機銃掃射を否定したため、イギリスの対日感情が悪化した。8月30日には海軍から、31日には松井軍司令官から、陸軍部隊の増派が要請された。石原莞爾参謀本部第1部長が不拡大を名目に派兵をしぶっていたが、9月9日、台湾守備隊、第9師団、第13師団、第101師団に動員命令が下された。9月末までで第11師団は戦死者1560名、戦傷者3980名、第3師団は戦死者1080名、戦傷者3589名であった。9月27日、石原部長の辞職が決定した。

10月9日、3個師団を第10軍として杭州湾から上陸させることを決定した。
10月10日、上海派遣軍はゼークトラインに攻撃を開始、2日後には各所で突破に成功した。10月26日、上海派遣軍は最大の目標であった上海近郊の要衝大場鎮を攻略し、翌27日、「日軍占領大場鎮」というアドバルーンを上海の日本人街に上げた。大場鎮を落として、上海はほぼ日本軍の制圧下になったが、中国軍は蘇州河の南岸に陣地を構えており、第3師団と第9師団は強力なトーチカのため、進めなかった。

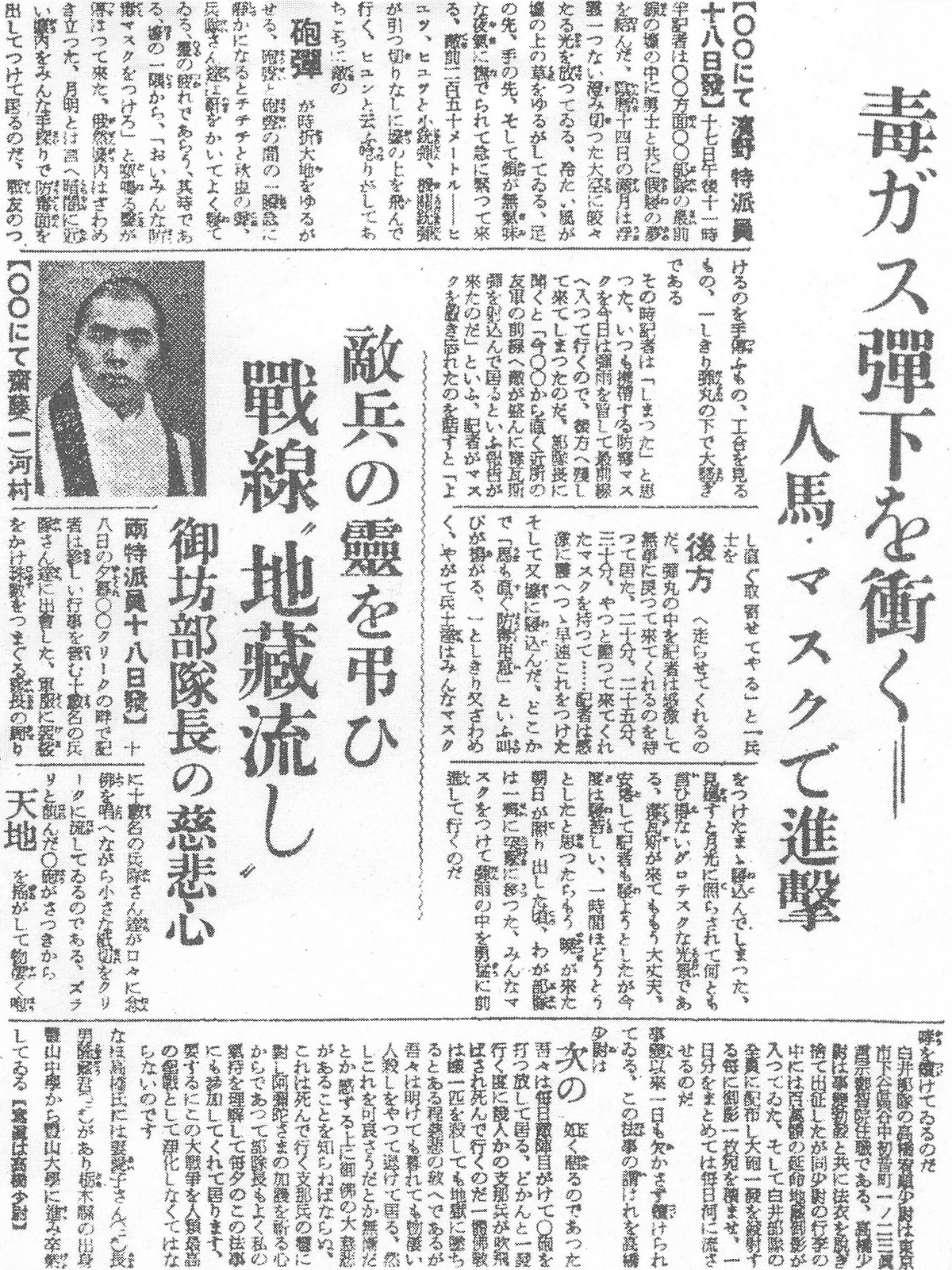
中国の毒瓦斯彈攻撃を報じる新聞記事。「毒ガス彈下を衝く－人馬マスクで進撃」 ○○にて濱野 (嘉夫) 特派員 十八日發

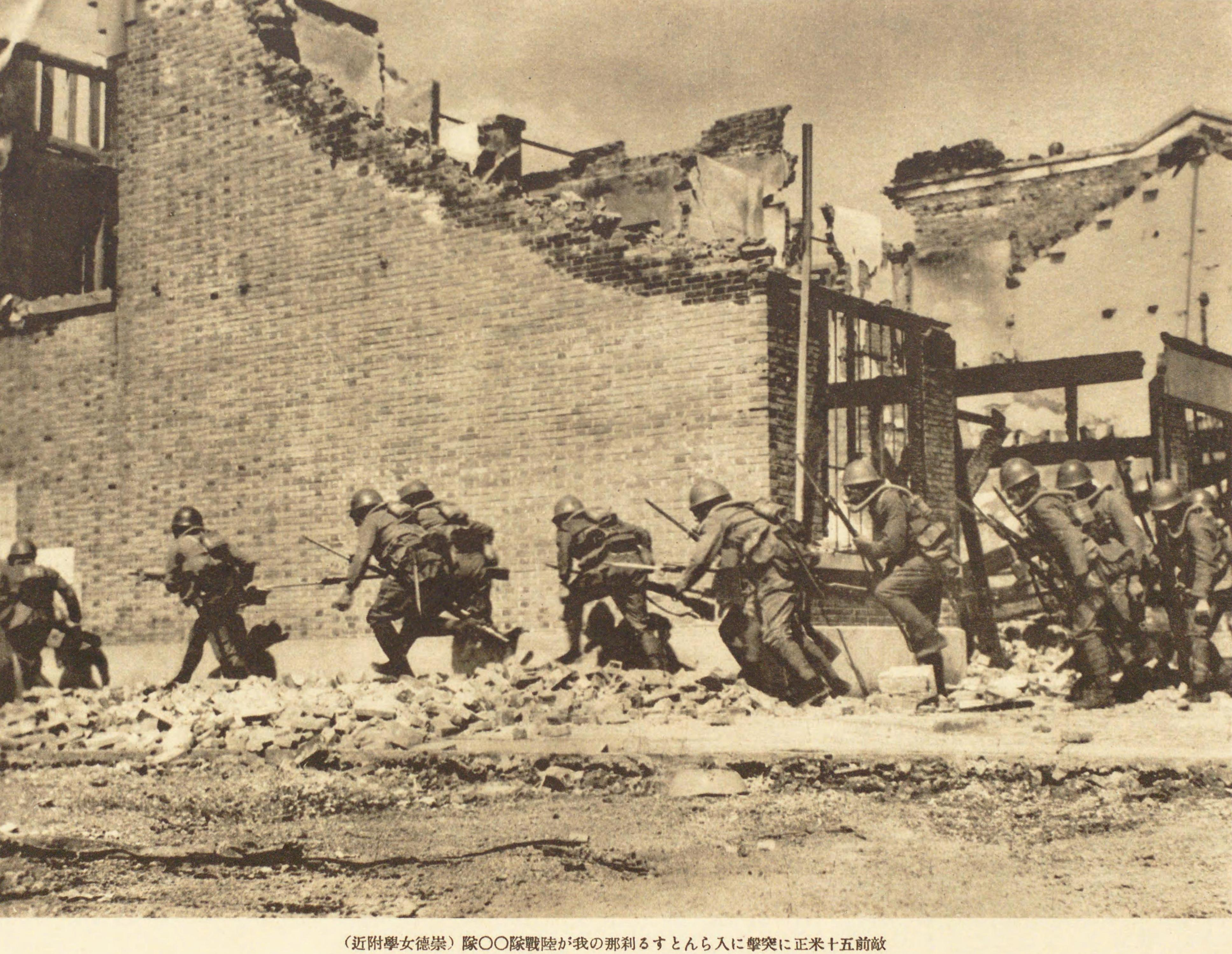
防毒面を着用して白保羅路の崇德女學附近で攻勢に出る海軍陸戰隊

11月5日、上海南方60キロの杭州湾に面した金山衛に日本の第10軍が上陸した。上陸しても、中国軍の攻撃はほとんどなかった。11月6日、「日軍百万上陸杭州北岸」というアドバルーンが上海の街に上げられると、蘇州河で戦っている中国軍は、第10軍によって退路が絶たれるかも知れず、大きく動揺した。11月9日、中国軍は一斉に退却し始めた。後方にあった呉福線や錫澄線の陣地は全くの無駄になった。
日本軍の損害は、上陸から11月8日までで戦死9115名、負傷31257名に達した。続く南京への追撃戦で戦死傷者18,761(第9師団のみ)、南京戦で6,177、合計65,310の損害となった。

### 漢奸狩り
中国では日中戦争が本格化すると漢奸狩りと称して日本軍と通じる者あるいは日本軍に便宜を与える者と疑われた自国民を銃殺あるいは斬首によって公開処刑することが日常化した。上海南市においても毎日数十人が漢奸として処刑され、その総数は4,000名にも達し、中には政府の官吏も300名以上含まれていた。戒厳令下であるため裁判は必要とされず、宣告を受けたものは直ちに処刑され、その首は警察官によって裏切り者に対する警告のための晒しものとされた。上海 -支那事変後方記録-にそのナレーションがあった。中国政府の国民対策であったこのテロの効果を求めた新聞の漢奸処刑記事はかえって中国民衆に極度の不安をもたらした。

### 督戦隊に監視される中国軍部隊
中国軍(国民革命軍)では督戦隊が戦場から退却する中国兵に銃撃を加えた。このため日本軍と交戦した中国軍の部隊が退却する際には督戦隊との衝突が何度も起きた。特に10月13日午後楊行鎮方面呉淞クリーク南方に陣を構えていた第十九師(湖南軍)の第一線部隊と督戦隊は数度の激しい同士討ちを行った。これは戦場に到着した第十九師の部隊が直ちに日本軍との第一線を割り当てられ、そこにおいて日本軍の攻撃を受けて後退した際に後方にあった督戦隊と衝突したものである。日本軍と督戦隊に挟まれた第十九師の部隊は必死に督戦隊を攻撃し、督戦隊も全力で応戦したため、数千名に及ぶ死傷者を出している。10月21日中国の軍法執行総監部は督戦隊の後方にさらに死刑の権限を持った督察官を派遣して前線将兵の取締りを行うとの発表を行っている。

### 上海南市難民区
上海に住むフランス人のカトリック教会ジャキノ神父は南市の30万人余の中国人住民のため大規模な避難区域を計画し、これを日中双方に提示し了承された。南市難民区はフランス人3名、イギリス人1名、スウェーデン人1名から成る南市避難民救助国際委員会が設置され、区域内に武器を携帯する者が在住しないことを宣誓し、日本側は区域内の非戦闘性が持続する限り攻撃しないことを約束した。この件は上海市長の受諾をもって1937年11月9日正午から正式に認められた。

### 中国軍退却
日中戦争において中国側国民革命軍は堅壁清野と呼ばれる焦土作戦を用い、退却する際には掠奪と破壊が行われた。中国軍が退却する前には掠奪を行うことが常となっていた。1937年11月8日付の東京朝日新聞の朝刊2面によれば、掠奪の発生により実際は11月9日となった中国軍の退却が予測されていた。同年8月29日の読売新聞の第二夕刊1面では、中国政府は「徴発」に反抗する者を漢奸として処刑の対象としていたと報道されており、また、11月14日の東京朝日新聞の夕刊2面では、あるフランス将兵が中国の住民も掠奪されるばかりではなく、数が勝る住民側が掠奪する中国兵を殺害するという光景を何回も見たと報道されている。11月10日の東京朝日新聞の夕刊1面では、中国側の敗残兵により上海フランス租界の重要機関が放火され、避難民に紛れた敗残兵と便衣兵に対処するためフランス租界の警官が銃撃戦を行うという事件が起きたと報道された。11月11日の東京朝日新聞の夕刊1面では、上海の英字紙が中国軍が撤退にあたり放火したことは軍事上のこととは認めながら残念なことであるとし、一方中国軍の撤退により上海に居住する数百万の非戦闘員に対する危険が非常に小さくなったとして日本軍に感謝すべきとの論評がなされたことを報道した。[要検証 – ノート]

### 参加兵力

#### 日本軍
- 日本陸軍
  - 上海派遣軍
    - 第3師団
    - 第9師団
    - 第11師団
    - 第13師団
    - 第101師団
- 日本海軍
  - 第一艦隊
  - 第二艦隊
  - 第三艦隊
  - 上海海軍特別陸戦隊
  - 第一連合航空隊

#### 中国軍
- 中華民国陸軍
  - 第3戦区：兵力70個師団7個旅団（約80万名）

- 中華民国海軍

- 中華民国空軍

作戦機：200機

## 欧米メディアの報道

### 新聞報道
1937年8月31日の『ニューヨーク・タイムズ』では一連の事件について「日本軍は敵の挑発の下で最大限に抑制した態度を示し、数日の間だけでも全ての日本軍上陸部隊を兵営の中から一歩も出させなかった。ただしそれによって日本人の生命と財産を幾分危険にさらしたのではあるが…」と上海特派員によって報じた。1937年10月7日の『シドニー・モーニング・ヘラルド』は「（居留民を）保護するための日本軍は増援を含めて4千だけであった。…ドイツの訓練を受けた部隊から徴用された2～3万の中国軍と向かい合って攻勢を開くだろうとは信じ難い」とする。
また、『ニューヨーク・ヘラルドトリビューン』は9月16日に「中国軍が上海地域で戦闘を無理強いしてきたのは疑う余地は無い」と報じた。

### ライフ誌の報道写真

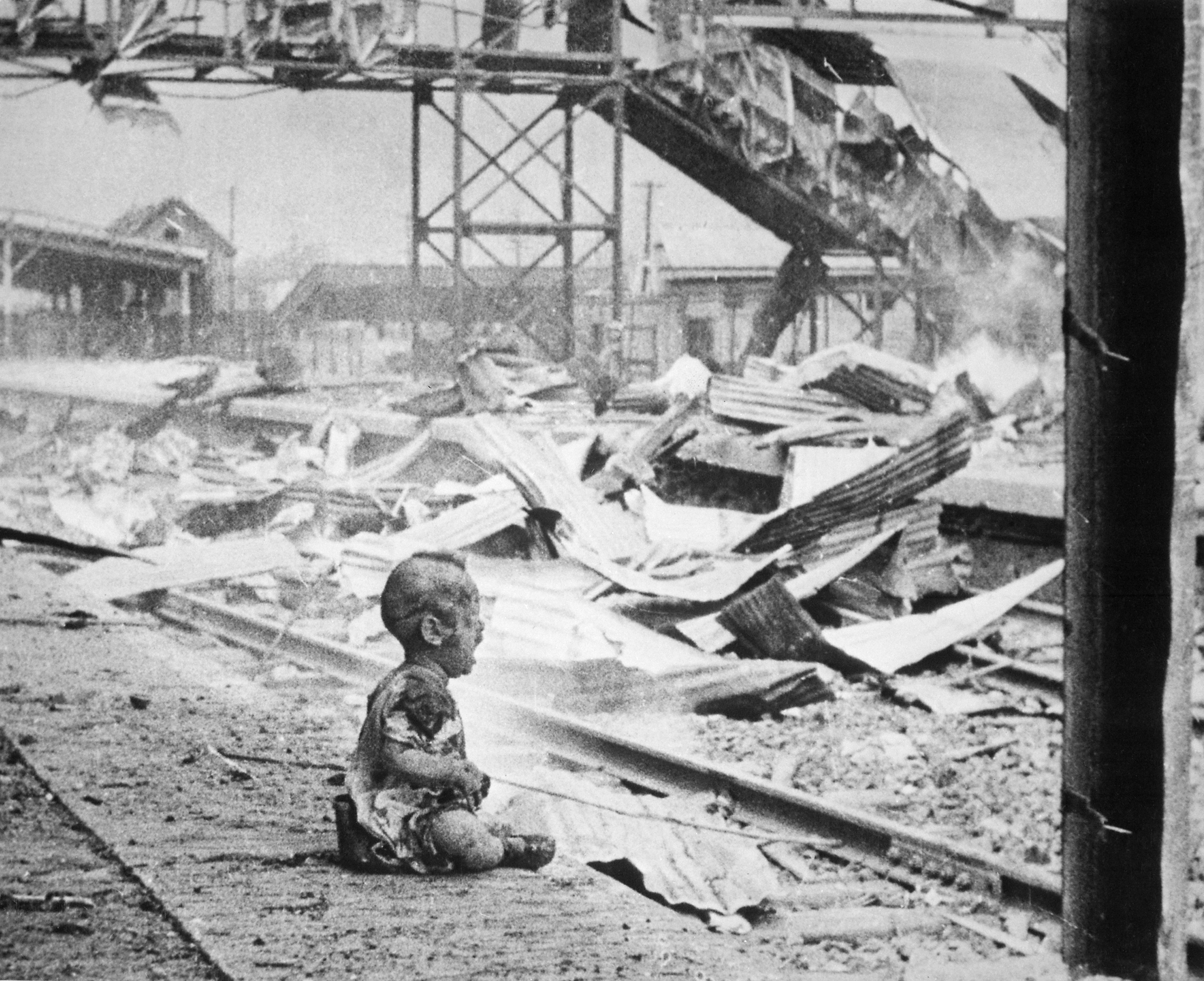
「上海南駅の赤ん坊」LIFE誌1937年10月4日号

写真雑誌ライフ1937年10月4日号は、日本軍が1937年8月28日に爆撃した上海南駅でハースト社カメラマンの王小亭が撮影した「上海南駅の赤ん坊」を掲載し、欧米の反日世論を高めるのに大きな影響を与えた（プロパガンダ）。これが演出写真かどうかについて論争がある。

## 欧米の反応
第一次大戦後の中国に対する欧米列強の対応は、中国の主権を尊重する九カ国条約（ワシントン会議）の体制となり、日本も同条約にそって欧米や中国には協調外交を行っていたものの、次第に軍事力で中国での日本の権益を守る方向へと向かう。1937年の7月の日中戦争後は、日本が九カ国条約と不戦条約に反した行動をとっているとして次第に各国や国際会議は日本の軍事行動に反発する
9月28日には、国際連盟の日中紛争諮問委員会で日本軍による中国の都市空襲に対する非難決議を満場一致で採択（その後の総会でも同じく決議される）。そしてABCD包囲網も開始。10月5日の国際連盟の諮問委員会の報告に沿って国際連盟総会は6日「中国への『道義的支援』を表明し、連盟加盟国は中国の抵抗力を弱体化させ、現下の紛争における中国の困難を助長しかねないいかなる行動も慎み、それぞれが中国支援拡大の可能性を検討すべきである」との委員会勧告を決議した（コミンテルン指令1937年および太平洋問題調査会も参照）。同日、アメリカのフランクリン・ルーズベルト大統領が、シカゴで（日本を名指さぬが）侵略国を激しく批判する隔離演説を行い、翌日、米国国務省も日本が九カ国条約と不戦条約に反した軍事行動をとっていることを批判した。
11月には、九カ国条約の国際会議であるブリュッセル会議が開催され、やはり日本への非難決議はなされた。ただし、当時は、イギリス・フランスの政府も本格的に日本と事を構える気はなく、（スペイン内戦の対応からも見られるように）ファシズムの台頭に強硬策をとれぬ状況であった。フランクリン・ルーズベルト大統領の隔離演説も、強硬すぎるとして、却ってアメリカの世論や国際社会の反発を招いたため、その後は、欧米各国の日本批判はややトーンダウンした。

## 評価と解説
- スタンフォード大学歴史学部長のデビッド・M・ケネディは7月に北京郊外で発生した盧溝橋事件での衝突から上海戦にいたる経緯について、「国府軍の将軍たちや中国共産主義者たちの圧力下にあった蔣介石は、日本の侵略者たちと対決して決着をつける機会を待ち兼ねていた。しかし蔣総統は、北京周辺で日本軍の主力と戦うよりも1932年のシナリオ(第一次上海事変)を再現させることによって戦闘の舞台を中国南部に移すことをもくろんだのである。蔣は、上海の約3万人の在留邦人に脅威を与えることによって、北支の日本軍を、蔣介石の主たる政治基盤であり最も安全と考えられていた揚子江下流の地域におびき出せると読んだのである。この囮作戦は成功した」と評している[102]。
- 北村稔は中独合作でドイツは国民党に多くの軍事顧問を入れ中国は自国のタングステンなど希少金属を提供しているような緊密な中独武器貿易があった事があまり知られていない事実を指摘している[103]。
- 日中両国とも歴史教育では多くが戦争の発端を盧溝橋事件と教えており、中国では抗日記念館の中で盧溝橋事件であると強調し、第2次世界大戦の際の無差別爆撃でもこの事件を触れていない事もある[要出典][104]。また、現在国民党政府が支配する台湾でも、盧溝橋事件を強調している[105]。
- 参謀本部第二部の欧米班にいた杉田一次少佐は、「ドイツが早くより有力な軍事顧問団を中国に派遣し、長期に亙って軍事援助を行い、日本を相手とする国防充実に手を貸していたことに日本は無知であった」と述べている[106]。

## 補足
- 1996年には上海事変時における中国人による日本人捕虜の虐待写真がCNNで紹介された[107]。
- 1939年にユダヤ人難民が「日本租界」（上海租界）にあふれるに至った。

## 映像記録・絵画
- 『上海』（亀井文夫監督、東宝文化映画部、1938年）
- 『支那事変海軍作戦記録』（海軍省写真班撮影、海軍省、1939年）
- 『呉淞敵前上陸』（油彩画 長坂春雄 1939年）[108]

## 第二次上海事変を描いた作品
小説
- トレヴェニアン『シブミ（英語版）』（1979年）
- 大薗治夫『上海エイレーネー』（2014年）

映画
- 『八百壮士』（応雲衛監督、中華民国、1938年）
- 『上海陸戦隊』（熊谷久虎監督、日本（東宝東京）、1939年）
- 『春の河、東へ流る』（蔡楚生監督、中華民国、1947年）
- 『ロンゲスト・ブリッジ』（丁善璽監督、台湾、1976年）
- 『筧橋英烈伝』（張曾澤（中国語版）監督、台湾、1977年）
- 『上海バンスキング』（深作欣二監督、日本（松竹）、1984年）
- 『上海ブルース』（ツイ・ハーク監督、香港、1984年）
- 『上海1920 あの日みた夢のために』（レオン・ポーチ監督、香港・米国合作、1991年）
- 『上海の伯爵夫人』（ジェームズ・アイボリー監督、イギリス・アメリカ・ドイツ・中国合作、2005年）
- 『ラスト・シャンハイ』（バリー・ウォン（王晶）監督、中国・香港合作、2012年）
- 『エイト・ハンドレッド 戦場の英雄たち』（グアン・フー監督、中国、2020年）

テレビドラマ
- 『遠去的飛鷹』第27話（花箐監督、中国、2011年）